# Храстовец (Велење)
Храстовец (словен. Hrastovec) је насељено место у општини Велење, Савињска регија, Словенија.

## Историја
До територијалне реорганизације у Словенији био је у саставу старе општине Велење.

## Становништво
У попису становништва из 2011. године, Храстовец је имао 352 становника.
| Број становника према пописима | Број становника према пописима | Број становника према пописима |
| ------------------------------ | ------------------------------ | ------------------------------ |
| 1991                           | 2002                           | 2011                           |
| 277                            | 289                            | 352                            |

Напомена: До 1955. исказивано под именом Свети Бриц. Године 1979. увећан за део насеља Коново који је укинут. Године 1982. смањен за део насеља који је спојен са делом издвојеним од насеља Шмартинске Цирковце у ново самостално насеље Шенбриц.